# 窒化バナジウム(III)
窒化バナジウム(III)（ちっかバナジウム さん、vanadium(III) nitride）は、化学式が VN と表されるバナジウムの窒化物である。
窒化バナジウム(III) は耐摩耗性を高めるためにバナジウム鋼を窒化する過程で生じる。V2N もその過程で副生する。VN の結晶系は立方晶で、低温では V4 のクラスターを含む。
VN は強結合超伝導物質である。ナノ結晶性窒化バナジウムはスーパーキャパシタに利用できる可能性があると言われている。